# Мария Августа фон Турн и Таксис
Мария Августа фон Турн и Таксис (на немски: Maria Augusta von Thurn und Taxis; * 11 август 1706, Франкфурт на Майн; † 1 февруари 1756, Гьопинген) е принцеса от фамилията Турн и Таксис е чрез женитба херцогиня и регент на Вюртемберг.

## Живот
Дъщеря е на княз Анселм Франц фон Турн и Таксис (1681 – 1739) и съпругата му принцеса Мария Лудовика Анна Франциска фон Лобковиц (1683 – 1750), дъщеря на княз Фердинанд Август фон Лобковиц (1655 – 1715) и съпругата му маркграфиня Мария Анна Вилхелмина фон Баден-Баден (1655 – 1701), дъщеря на маркграф Вилхелм фон Баден-Баден.
Тя живее 18 години с фамилията си в испанска, от 1714 г. Австрийска Нидерландия. През 1724 г. фамилията се мести във Франкфурт на Майн, където се намирала централата на императорската имперска поща.
Мария Августа се омъжва на 1 май 1727 г. във Франкфурт на Майн за херцог Карл Александер фон Вюртемберг (1684 – 1737). Карл Александер умира внезапно на 12 март 1737 г. През 1750 г. тя се скарва със сина си Карл Евгений, вече управляващ херцог, и той я изгонва. Последните си години тя живее в дворец Гьопинген.

## Деца
Мария Августа и херцог Карл Александер фон Вюртемберг имат децата:
- Карл Евгений (1728 – 1793), херцог на Вюртемберг (1737 – 1793)
- Евгений Лудвиг (*/† 1729)
- Лудвиг Евгений (1731 – 1795), херцог на Вюртемберг (1793 – 1795)
- Фридрих Евгений II (1732 – 1797), херцог на Вюртемберг (1795 – 1797)
- Александер (1733 – 1734)
- Августа Елизабет (1734 – 1787), ∞ 1753 за княз Карл Анселм фон Турн и Таксис (1733 – 1805)